# Massing Kalotang
Massing Kalotang, né le 26 août 2002 au Vanuatu, est un footballeur international vanuatais jouant en tant que gardien de but au Yatel FC.

## Biographie

### En club
Né au Vanuatu, dans son pays natal, il commence sa carrière à l'Erakor Golden Star en 2019. Lors de sa première saison, le club termine à la troisième place de Ligue de football de Port-Vila 2018-2019. L'équipe perd deux buts à un face à l'Amicale FC en demi-finales.
Lors de la saison 2019-2020, il se met en évidence pendant la rencontre entre l'Erakor Golden Star et Tafea FC lors du premier match du PVFA Top Four - un tournoi à élimination directe disputé par les quatre meilleures équipes de la PVFA Premier League 2019-2020. Le match, dont le coup d'envoi était initialement prévu à 14 heures, est retardé en raison d'un problème avec le filet de l'un des buts.
Après un match nul et vierge après le temps règlementaire et les prolongations, le vainqueur est décidé lors de la séance de tirs au but. Le milieu de terrain de Tafea, Jayson Timatua, est le premier joueur à tirer un penalty, mais celui-ci est arrêté par le portier, remplaçant Serge Daniel.
Le défenseur de Tafea, Junior Felix, égalise alors que Dondon Wanemut, d'Erakor, manque son tir. Jordy Tasip, entré en jeu à la place d'Allista Kalip, tire le troisième penalty de Tafea, mais Kalotang stoppe de nouveau le tir. Sur le tir suivant, Loic Coulon inscrit son tir au but pour donner l'avantage à Erakor : 2-1.
Massing Kalotang arrête un penalty pour la troisième fois dans la séance de tirs au but. C'est John Tasso qui le loupe cette fois. Erakor a l'occasion de sceller sa victoire, mais Jesse Kalopong rate son tir. Harrison Massing permet à Tafea d'égaliser. Cependant, cela ne suffit pas puisque Kaltfer Kaltack marque pour permettre à Erakor d'accéder à la phase suivante du tournoi.
Après trois saisons sans avoir été champion avec l'Erakor Golden Star, Kalotang s'engage avec le Yatel FC.

### En sélection
Il fait ses débuts en équipe nationale à l'âge de 19 ans en mars 2022, lors d'une rencontre amicale contre la Fidji. Titulaire, son équipe s'incline deux buts à un.
Il joue sa première rencontre avec la sélection olympique face aux Tonga lors du tournoi pré-olympique masculin de l'OFC 2023. Titulaire, sa sélection gagne par quatre buts à zéro.

## Vie privée
Il est le neveu de Noel Kalotang, ancien gardien de but et actuel entraîneur des gardiens de l'Erakor Golden Star. Il a un frère, Keiben et Tonly Kalotang est leur cousin. Ils sont passés tous les trois par les équipes de jeunes de l'Erakor Golden Star.